# MÁV-Baureihe MDmot
Die Baureihe MDa, später MDmot, waren dieselhydraulische Gepäcktriebwagen der ungarischen Staatsbahn Magyar Államvasutak (MÁV) für den Personenzugverkehr auf nicht elektrifizierten Haupt- und Nebenstrecken. Die Fahrzeuge wurden von 1970 bis 1976 von Ganz-MÁVAG in Budapest entwickelt und ausgeliefert.

## Geschichte

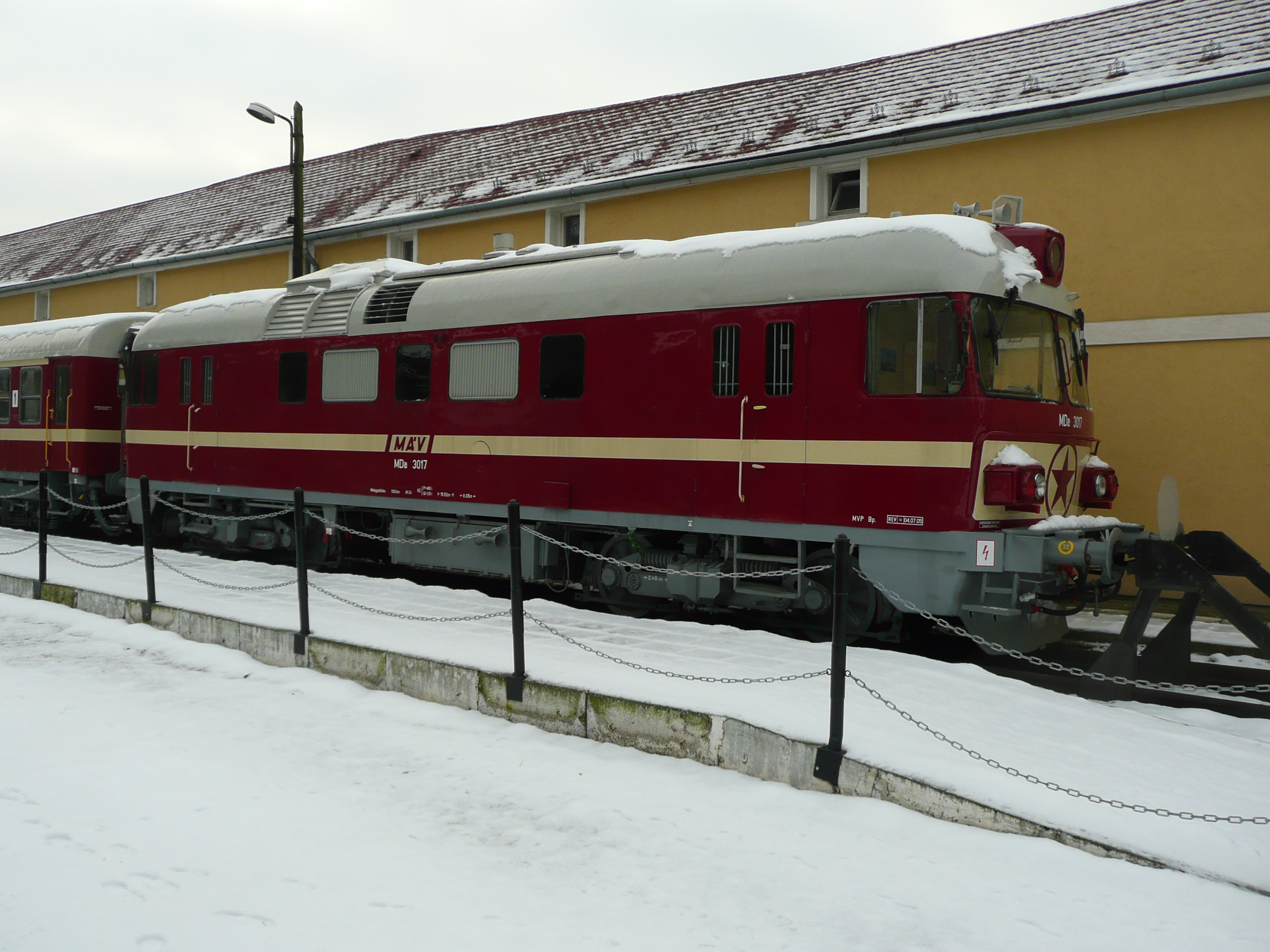
Die heute letzte betriebsfähige Maschine MDa 3017 im Bahnhistorischen Park Budapest

Um den Betrieb auf Haupt- und Nebenstrecken zu modernisieren, wurden an die MÁV ab 1970 mehrteilige Triebwagenzüge ausgeliefert, die aus einem dieselhydraulischen Gepäcktriebwagen, zwei beziehungsweise vier vierachsigen Beiwagen und einem Steuerwagen bestanden. Diese Einheiten sollten die zu dieser Zeit noch auf Nebenbahnen verkehrenden zwei- beziehungsweise dreiachsigen Triebwagenzüge ablösen.
Dabei bestand eine vierteilige Garnitur aus einem Beiwagen 2. Klasse und einem Beiwagen 1. Klasse sowie dem Steuerwagen und bot 196 Sitzplätze. Die sechsteilige Garnitur bestand aus drei Beiwagen 2. Klasse und einem Beiwagen 1. Klasse sowie dem Steuerwagen und bot 366 Sitzplätze. Die Gesamtlänge eines vierteiligen Zuges betrug 82.380 Millimeter, die des sechsteiligen 127.180 Millimeter.
Die Fahrzeuge versahen auf den nichtelektrifizierten Strecken der MÁV ihren Dienst, besonders im Raum Debrecen, Pécs, Szeged und Szombathely. Sie stellten zur damaligen Zeit moderne und besonders wegen ihrer Laufruhe beliebte Fahrzeuge dar und versahen ihren Dienst bis zum Jahr 2004, als nach Lieferung modernerer Fahrzeuge die ersten Ausmusterungen erfolgten. Anschließend verabschiedeten sich um 2009 die Züge in Pécs. 2010 waren nur noch einige Züge in Debrecen im Betrieb, die 2011 ausgemustert wurden.

## Technische Merkmale
Die angegebenen technischen Daten beziehen sich auf den Gepäcktriebwagen der Reihe MDmot. Dieser wurde angetrieben von dem Zwölf-Zylinder-Viertakt-Dieselmotor 12 VFE 17/24 von Ganz-MÁVAG. Die hydrodynamische Kraftübertragungsanlage bestand aus einem Drehmomentenwandler und zwei danach angeordneten mechanischen Schaltstufen. Die Kraftübertragungsanlage schaltete automatisch auf die jeweilige Gangstufe um. Die zulässige Höchstgeschwindigkeit war variabel wählbar mit 70 beziehungsweise 100 km/h für den jeweiligen Einsatzzweck. Dies wurde realisiert durch die Getriebeübersetzung.
Von Anfang an waren die Züge elektrisch beheizt. Ein Heizaggregat war in dem Steuerwagen untergebracht und bezog seine Energie vom Triebwagen MDmot.
Die Bei- beziehungsweise Steuerwagen waren Leichtbaukonstruktionen. Die Einstiegsräume befanden sich jeweils an den Wagenenden. Je Wagen waren zwei Fahrgasträume sowie zwei Toiletten vorhanden.
Die Triebwagenzüge fanden auch international große Beachtung, und es wurden ähnliche Züge in das europäische Ausland beziehungsweise Übersee geliefert.